# オスカル・ランゲ
オスカル・リシャルト・ランゲ（Oskar Lange,Oscar Lange, Oskar Ryszard Lange、オスカール・ランゲ、若しくはオスカー・ランゲとも、
1904年7月27日 - 1965年10月2日）は、ポーランドの経済学者、外交官。ミーゼス、ハイエクらと経済計算論争を行ったことで有名。

## 経済計算論争とランゲ・モデル
- ミーゼスやハイエクが、「中央当局（政府）は一般均衡（ワルラス均衡）の条件に関する十分な知識を持ち合わせておらず、市場原理を拡大してこそ理想的なリソースの分配が可能になる」という、いわゆる「市場原理主義」を主張したのに対し、ランゲは、「価格決定については市場原理を拡大することでは一般均衡の条件を達成することは不可能であり、中央当局の政策によってはじめて一般均衡条件に近づくことができるのだ」と、一般均衡条件に関する政府と価格決定の市場原理との相互補完性を強調した。
- この相互補完性にあたって、彼は社会主義の立場から中央当局（政府）が主要資源（ヒト・カネ・モノ）の分配を一定の試行錯誤のもとで積極的に行うことでの経済効率性向上の可能性を述べ、これに基づいて総合的な経済モデルを提示した。このランゲ・モデルによって市場社会主義の道が初めて切り拓かれることになったのである。
- ランゲ・モデルは、価格決定において「試行錯誤」を用いる手法（ランゲによるもともとの技術的な考え）の観点からはアバ・ラーナーの貢献により「ランゲ・ラーナー・モデル」としても知られ、またフレッド・テイラーの貢献によって「ランゲ・テイラー・モデル」ないし「ランゲ・ラーナー・テイラー・モデル」とも呼ばれることがある。これに対し、ランゲ・モデルは、価格決定において「連立方程式」を用いる手法（より数学的・計画的な考え）の観点からはディッキンソンの展開により「ランゲ・ディッキンソン・モデル」として知られる。

## 経歴

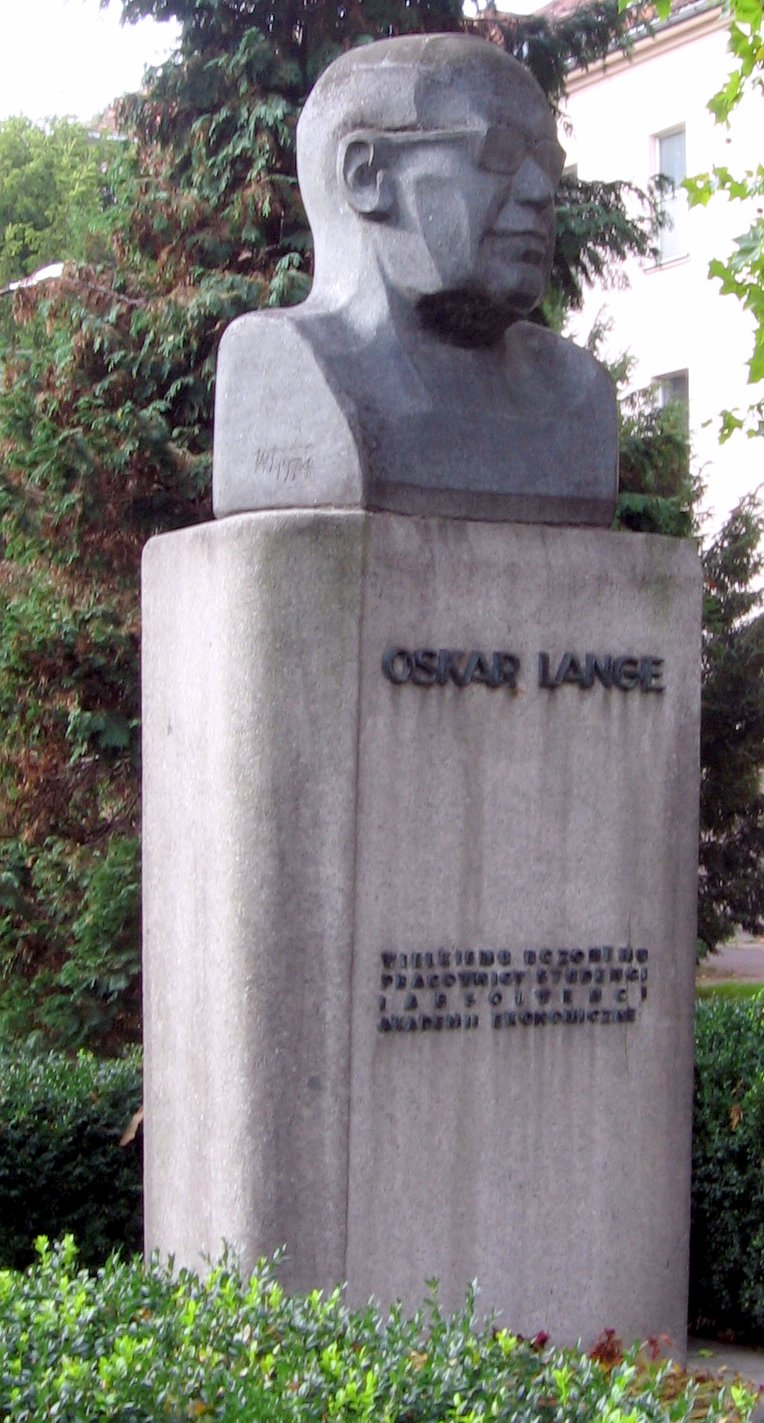
ワルシャワ大学にあるランゲの胸像

- 1904年にロシア帝国領ポーランドのウッチ近くにある町トマシュフ・マゾヴィエツキ（英語版）で繊維会社を経営する一家に生まれる。
- クラクフのヤギェウォ大学で法学と経済学を学び、1926年に卒業。
- 1926年から1927年まで労働省で働く。
- 同年労働省から母校ヤギェウォ大学に研究助手として戻る。
- 修士課程に進んで1928年に法学修士となる。
- 1934年にロックフェラー財団のフェローシップとなり、渡米[1]。
- 1936年にミシガン大学へ移籍する。
- 1938年にはシカゴ大学教授となる。
- 第二次世界大戦時にはロンドンにあったポーランド亡命政府で活動する。
- 1944年に亡命政府からソ連の支援を受けたルブリン委員会支持に鞍替え。戦後のポーランドの国境と樹立される新政府の政客についてフランクリン・ルーズベルトとヨシフ・スターリンの仲介を取り持った。
- 戦後は、駐米大使、国際連合安全保障理事会代表を歴任。
- ワルシャワ大学や政府計画統計中央学校で教鞭をとった。

## 業績
- 社会主義者だがマルクス派の労働価値説に異を唱えたランゲは、新古典派の一般均衡の概念による価格理論を支持した。（事実この均衡の「数学的存在」は後にケネス・アローとジェラール・ドブリューによって完全に証明された）。マルクス経済学と近代経済学を1936年の On the Economic Theory of Socialism でうまく融合させて、自由市場の価格決定メカニズムを応用した中央計画は、自由市場経済を単に拡大する市場原理主義よりも高度な経済効率性（一般均衡条件への近似）を実現できると論じた。ランゲは、政府の計画者が価格機構を市場経済と同じように使い、国家産業の管理者たちに、国家決定の価格に対しパラメータ的に応答する（たとえばコスト最小化等々）ように指示すればこれが可能なのだ、と論じた。いわゆるオペレーションズ・リサーチの手法である。
- ランゲの議論はオーストリア学派との社会主義経済計算論争の焦点となった。すなわち、資源分配の役割（価格決定メカニズム）について基本的に市場原理のみを採用する市場原理主義（オーストリア学派）と、市場原理と中央計画とを直接的に融合する市場社会主義（ランゲ・モデル）との対決である。
- ランゲは1930年代の一般均衡理論における"パレート復活"の主導的役割を果たした。1942年には、厚生経済学の第一＆第二基本定理の初の証明の一つを提示した。一般均衡の安定性分析 (1942, 1944) を創始した。貨幣数量説に関する評論(1942) は、生徒のドン・パティンキンにヒントを与えて、貨幣／マネーを一般均衡理論に「統合」しためざましい研究につながった。ランゲはまた、新古典派総合にもいくつか重要な貢献をしている (たとえば 1938, 1943, 1944)。
- 第二次大戦中にランゲがアメリカのシカゴ大学にいたとき、ソ連のヨシフ・スターリンはランゲの理論を読んで感銘を受け、ランゲによる私的な経済講義を希望し、フランクリン・ルーズベルト大統領と直談判の末ランゲのソ連渡航の特別許可を出してもらってソ連に招待したこともあった。スターリンはランゲの理論に惚れこみ、戦後ポーランドの経済閣僚ポストに就くよう勧め、そのための計らいをすることを約束したという。後にランゲはロンドンにあった自由主義のポーランド亡命政府と袂を分かち、ソ連の後押しを受けた社会主義のルブリン暫定政府に加わった。ランゲはポーランド亡命政府首相のスタニスワフ・ミコワイチクとワシントンで会談し、スターリンと協力するよう説得を試みている。
- 戦後のランゲはKGBとも関わった上に、ポーランド人民共和国のスターリン主義的政府の代理としてスターリンとフランクリン・ルーズベルト大統領との仲介役を務めるなどの政治活動をしてきた。時にスターリンを「経済理論家」として各種の論文を書き (たとえば 1953) 、経済学者仲間から糾弾されたりもした。それでもランゲは、自分を社会主義活動家と自任していた。新古典派経済学に基づいたランゲのモデル（いわゆる市場社会主義）はあくまでその全体のイデオロギーの範疇での計画経済の高度な効率性を達成するための計算ツールであった。戦後ポーランドにおいては、新古典派価格理論をソヴィエト式経済計画の実践に統合することと、古典派と新古典派経済学を一本の理論体系に統合することに費やした (たとえば 1959)。また、与党のポーランド統一労働者党に入党して党中央委員会のメンバーとなった[2]。
- ランゲ・モデルについては、アローとドブリューによって一般均衡の存在が数学的に証明されたことでランゲの理論それ自体は完ぺきな「最終理論」であることが証明されていた。しかし最も大きな問題は一般均衡条件が実際の経済における様々な単位の実物要素を定量的な尺度で観測・計算できるかという実測面と、資源分配が現実的に見て本当に可能かという実物的な技術面（ないし政治面）の2つの点にあった。このことから晩年のランゲはサイバネティクスとコンピュータの技術の発展によりランゲ・モデルの実用面の問題が改善（価格決定の試行錯誤の範囲をより限定すること）されると考え、その研究の一部はチリで試行されたサイバーシン計画にも影響している。

## 著書
- 1934. "The Determinateness of the Utility Function," RES.
- 1935. "Marxian Economics and Modern Economic Theory," Review of Economic Studies, 2(3), pp. 189–201.
- 1936a. "The Place of Interest in the Theory of Production", RES
- 1936b. "On the Economic Theory of Socialism, Part One," Review of Economic Studies, 4(1), pp. 53–71.
- 1937. "On the Economic Theory of Socialism, Part Two," Review of Economic Studies, 4(2), pp.  123–142.
- 1938.  On the Economic Theory of Socialism, (with Fred M. Taylor), Benjamin E. Lippincott, editor. University of Minnesota Press, 1938.
- 1938. "The Rate of Interest and the Optimum Propensity to Consume",  Economica
- 1939. "Saving and Investment: Saving in Process Analysis", QJE
- 1939. "Is the American Economy Contracting?", AER
- 1940. "Complementarity and Interrelations of Shifts in Demand", RES
- 1942. "Theoretical Derivation of the Elasticities of Demand and Supply: the direct method", Econometrica
- 1942. "The Foundations of Welfare Economics", Econometrica
- 1942. "The Stability of Economic Equilibrium", Econometrica.
- 1942. "Say's Law: A Restatement and Criticism", in Lange et al., editors, Studies in Mathematical Economics.
- 1943. "A Note on Innovations", REStat
- "The Theory of the Multiplier", 1943, Econometrica
- "Strengthening the Economic Foundations of Democracy", with Abba Lerner, 1944, American Way of Business.
- 1944. Price Flexibility and Employment.
- 1944. "The Stability of Economic Equilibrium" (Appendix of Lange, 1944)
- 1944. "The Rate of Interest and the Optimal Propensity to Consume", in Haberler, editor, Readings in Business Cycle Theory.
- 1945a. "Marxian Economic in the Soviet Union," American Economic Review, 35( 1), pp. 127–133.
- 1945b. "The Scope and Method of Economics", RES.
- 1949. "The Practice of Economic Planning and the Optimum Allocation of Resources", Econometrica
- 1953. "The Economic Laws of Socialist Society in Light of Joseph Stalin's Last Work",  Nauka Paulska, No. 1, Warsaw (trans ., 1954, International Economic Papers,  No. 4, pp. 145–ff. Macmillan.
- 1959. "The Political Economy of Socialism," Science & Society, 23(1) pp. 1–15.
- Introduction to Econometrics, 1958.
- 1960. "The Output-Investment Ratio and Input-Output Analysis", Econometrica
- 1961. Theories of Reproduction and Accumulation,
- 1961. Economic and Social Essays, 1930–1960.
- 1963. Political economy, Macmillan.
- 1963. Economic Development, Planning and Economic Cooperation.
- 1963. Essays on Economic Planning.
- 1964. Optimal Decisions: principles of programming.
- 1965.  Problems of Political Economy of Socialism,  Peoples Publishing House.
- 1965. Wholes and Parts: A General Theory of System Behavior,  Pergamon Press.
- 1965. "The Computer and the Market", 1967, in Feinstein, editor, Socialism, Capitalism and Economic Growth.
- 1970. Introduction to Economic Cybernetics,   Pergamon Press.  Review extract.

### 日本語訳
- 土屋清 訳『計画経済理論』中央公論社、1942年。
- 都留重人 監修 訳『社会主義体制における統計学入門』岩波書店、1954年。
- 竹浪祥一郎 訳『計量経済学入門』日本評論社、1964年。
- 玉垣良典、岩田昌征 訳『再生産と蓄積の理論』日本評論社、1966年。
- 都留重人、斎藤興嗣、鈴木正俊 訳『経済発展と社会の進歩』岩波書店、1970年。
- 有木宗一郎、岩田昌征 訳『最適決定論 プログラミングの原理』合同出版、1970年。
- 竹浪祥一郎 訳『政治経済学 1 (一般的諸問題)』（第2版）合同出版社、1973年。
- 竹浪祥一郎 訳『政治経済学 2』合同出版社、1973年。